# Perinoia biroi
Perinoia biroi är en insektsart som beskrevs av Jacobi 1921. Perinoia biroi ingår i släktet Perinoia och familjen spottstritar. Inga underarter finns listade i Catalogue of Life.